# Sebring International Raceway
Sebring International Raceway es un autódromo ubicado sobre un antiguo aeródromo militar y actualmente Aeropuerto Regional de Sebring, en la ciudad de Sebring, estado de Florida, Estados Unidos. Se encuentra activo desde el año 1950, de manera que es el circuito mixto activo más antiguo del país.

## El circuito
Hasta 1982, para usar el circuito de 8.660 metros se debía cerrar temporalmente las pistas de aterrizaje. En 1983 y 1987, hubo modificaciones para permitir el uso de una y dos pistas de aterrizaje respectivamente. las transformaciones que recibió el autódromo en 1991 permitieron independizar las actividades de ambas instalaciones. Desde entonces, los únicos cambios fueron en la horquilla, para ampliar la zona de escape; y en la curva Gendebien, para reducir la velocidad de entrada a la recta de Ullman. Hoy en día, el circuito tiene una extensión de 6.020 metros.
El trazado es extremadamente plano y sin peraltes, debido a sus orígenes como aeródromo; esto causa problemas de evacuación de agua cuando llueve. Buena parte del recorrido mantiene la rugosa y bacheada superficie original de cemento. En los cambios de superficie es habitual que los carenados inferiores rocen la superficie de la pista.

## Carreras en Sebring
Desde 1952, Sebring alberga las 12 Horas de Sebring, una de las carreras de resistencia más importantes de América, que ha sido puntuable para el Campeonato Mundial de Resistencia, el Campeonato IMSA GT y la American Le Mans Series. Actualmente se usa también como pista de pruebas de las categorías de automovilismo de velocidad de América del Norte durante el invierno boreal, dada su ubicación en el sur del país.
La Fórmula 1 disputó el Anexo:Gran Premio de los Estados Unidos de 1959 en este trazado. El australiano Jack Brabham se quedó sin combustible a pocos metros de la llegada cuando lideraba la carrera. Su compañero de equipo Bruce McLaren se llevó la victoria, mientras que Brabham empujó su Cooper-Climax más de cuatrocientos metros para cruzar la meta. Luego de este hecho, la FIA decidió prohibir recibir ayuda humana para mover a los automóviles durante las carreras.
Con los tres puntos del cuarto lugar, Brabham se convirtió en el primer campeón australiano de Fórmula 1, el primero con motor trasero, y el primero en pilotar un Cooper. McLaren mantuvo el récord de piloto más joven en ganar un Gran Premio, hasta que Fernando Alonso resultó vencedor del Gran Premio de Hungría de 2003.

## Galería

El trazado de la pista desde 1952 hasta 1966 (primera variación), de 8.356 metros.
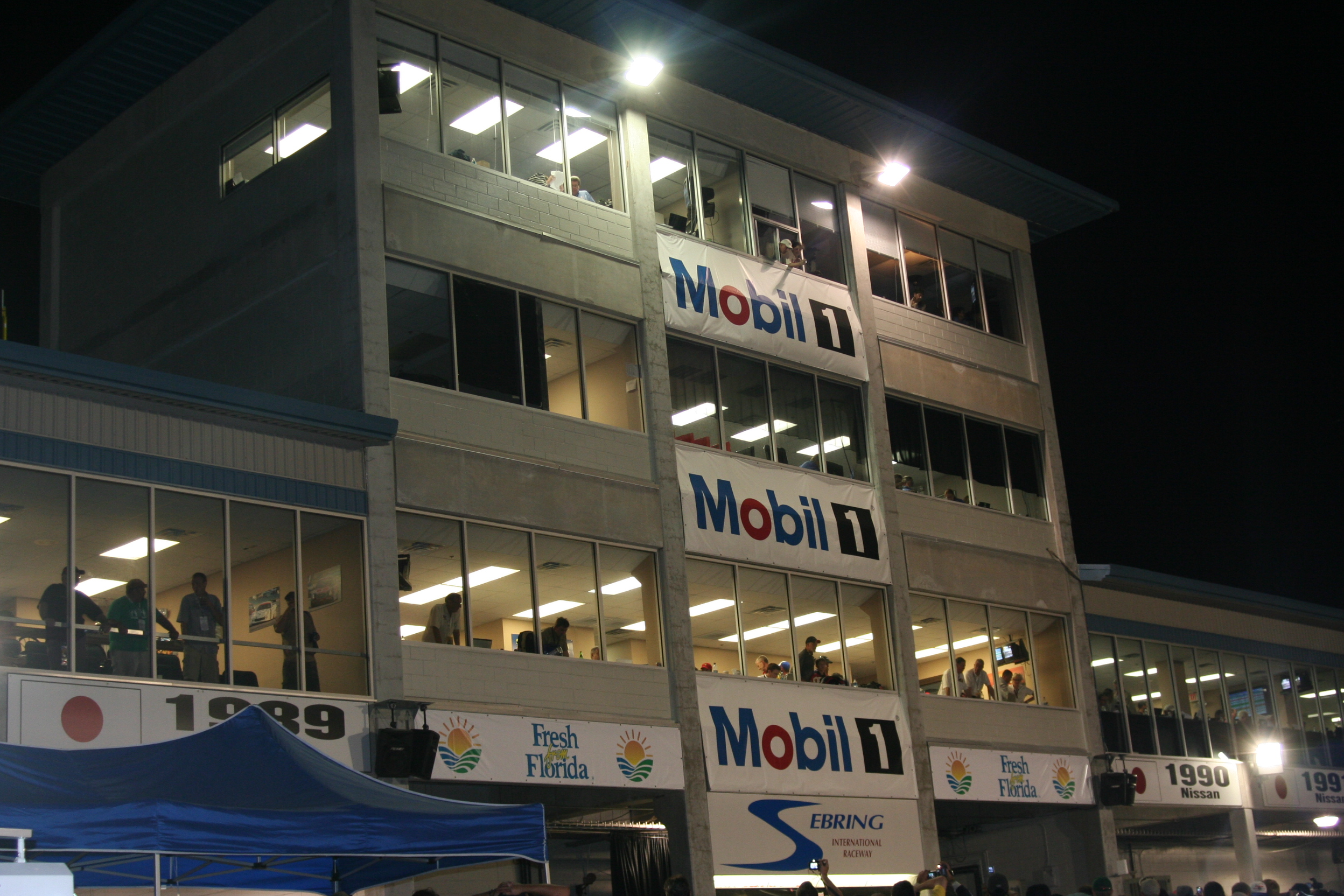
Edificio de boxes de 2008
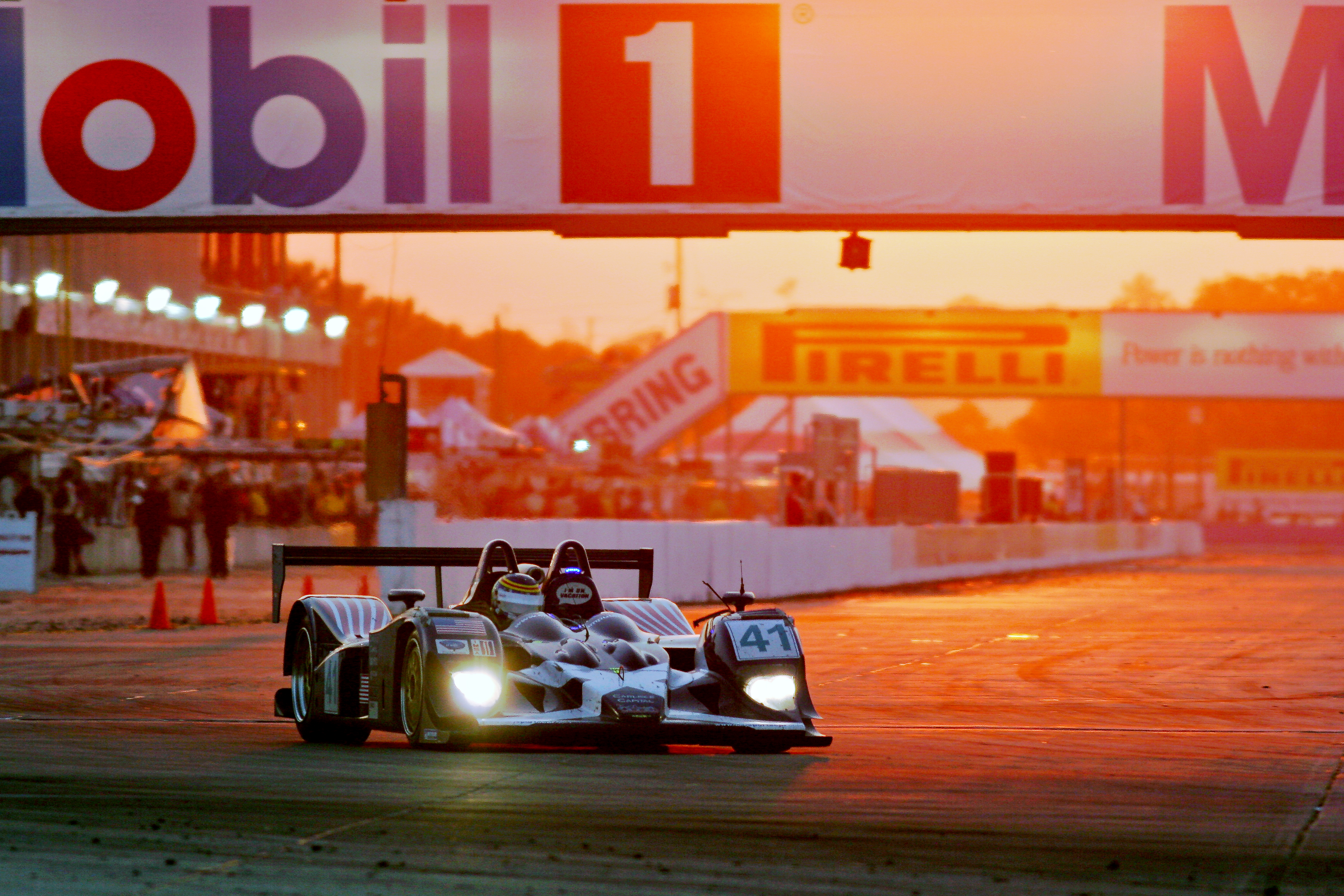
Recta principal de las 12 Horas de Sebring de 2010.
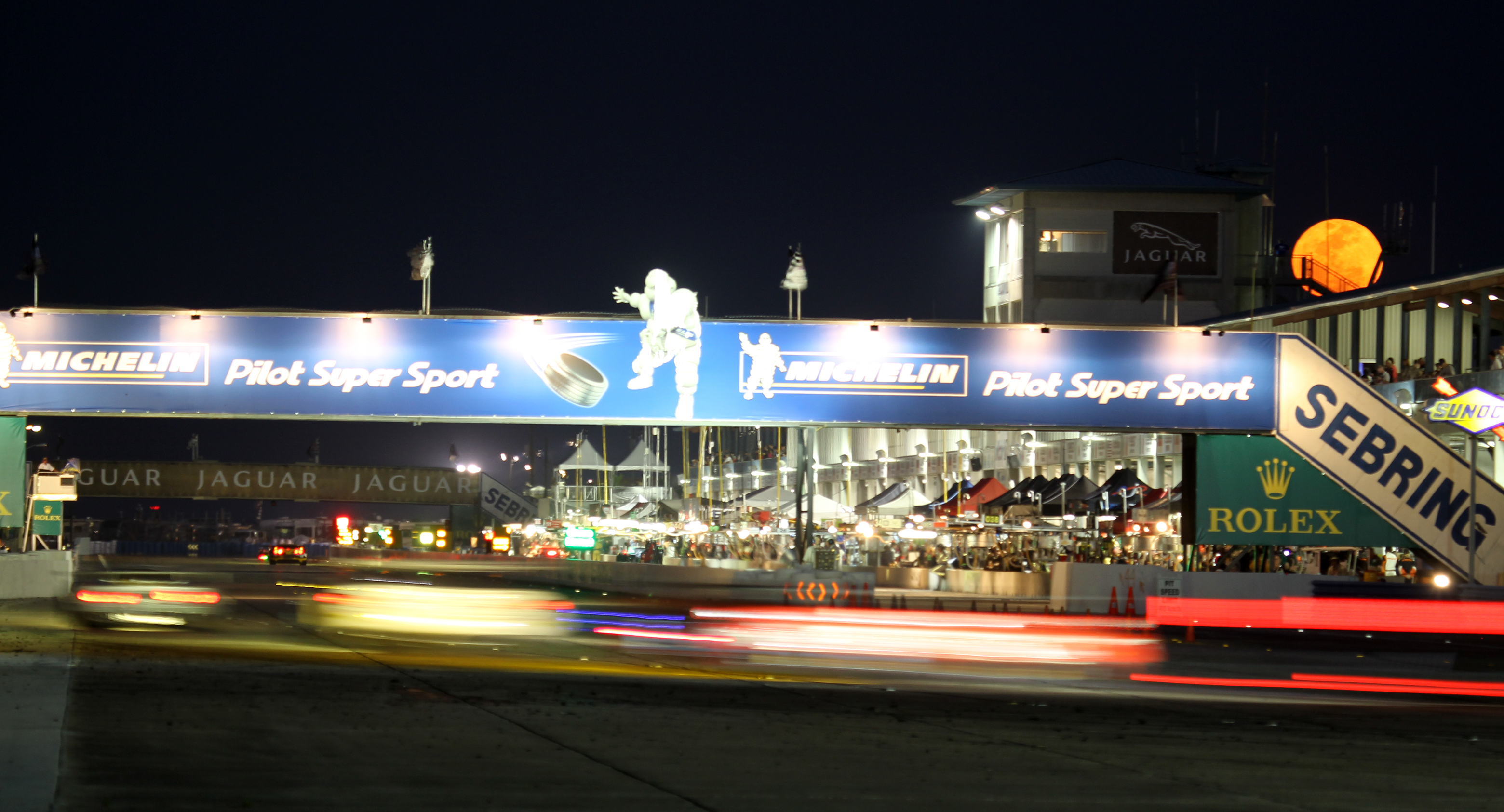
Última vuelta de las 12 Horas de Sebring de 2011.
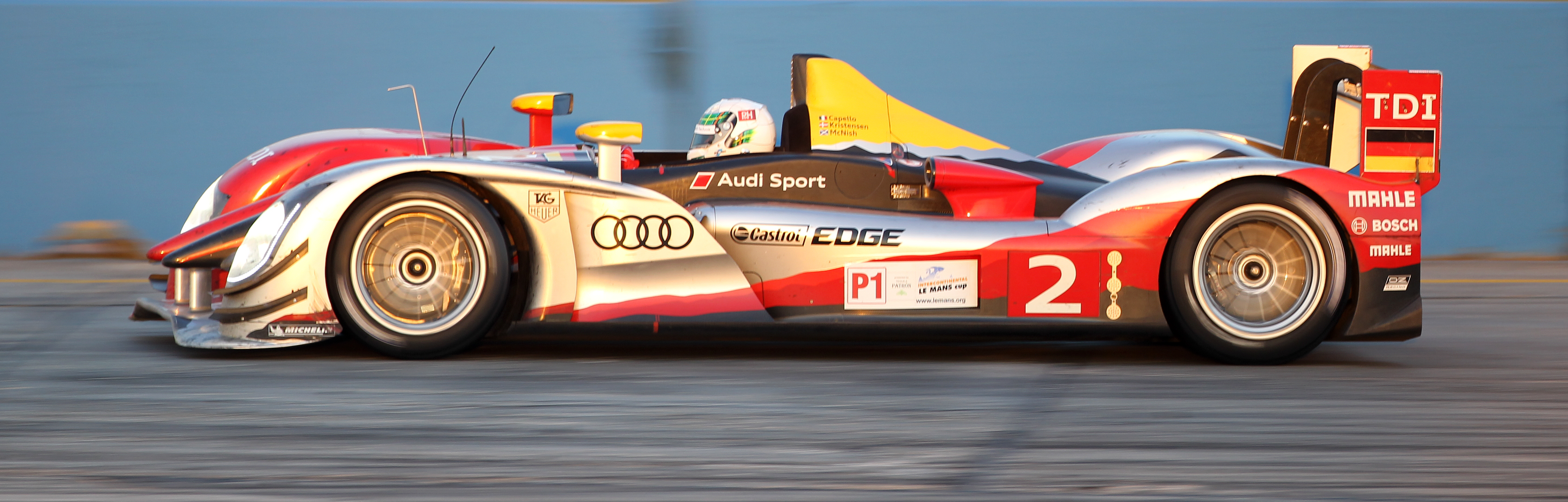
Audi R15 en Sebring 2011
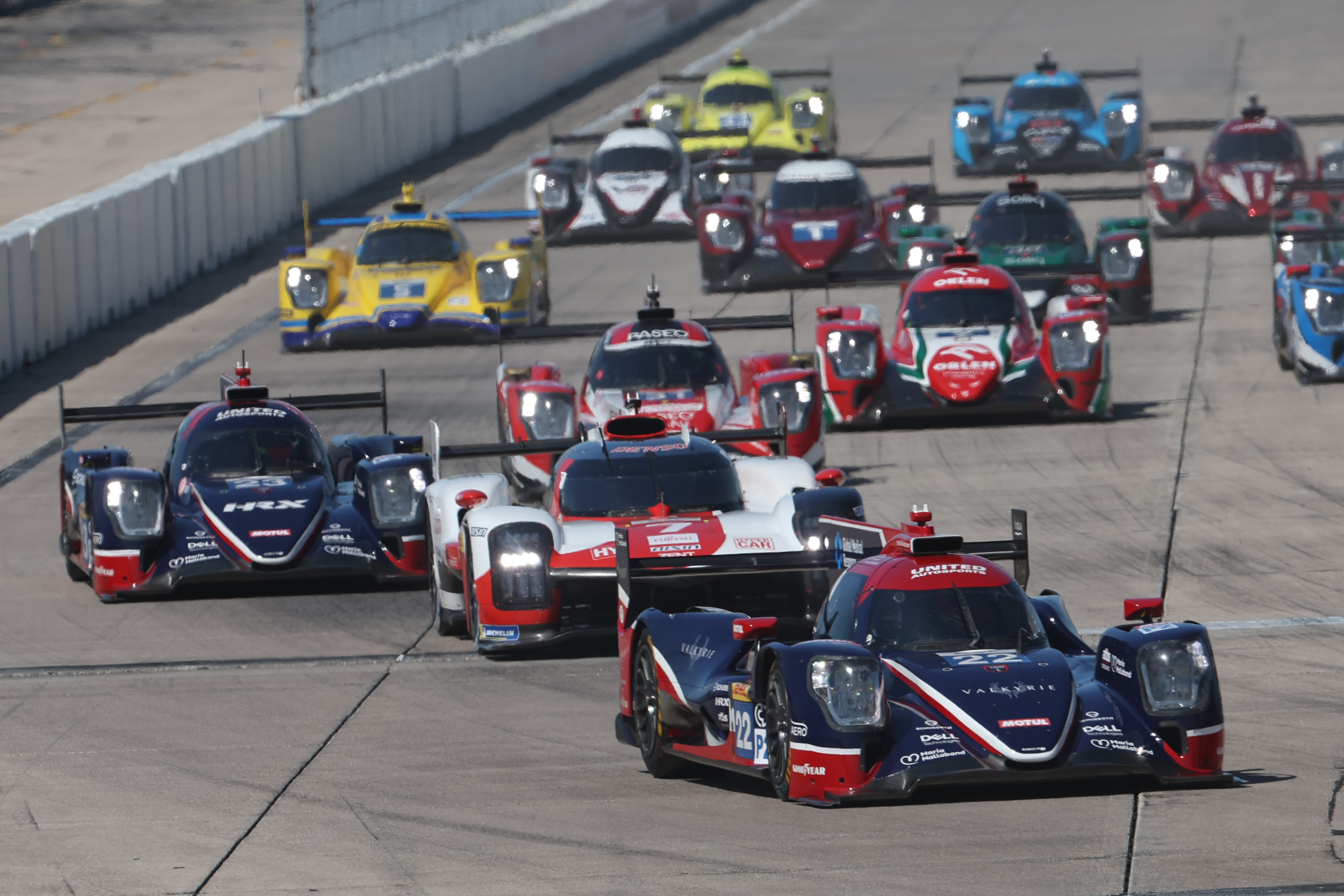
1000 Millas de Sebring 2022